# Jefferson Heights
Jefferson Heights és una concentració de població designada pel cens dels Estats Units a l'estat de Nova York. Segons el cens del 2000 tenia 1.104 habitants.

## Demografia
Segons el cens del 2000, Jefferson Heights tenia 1.104 habitants, 382 habitatges, i 241 famílies. La densitat de població era de 290 habitants/km².
Dels 382 habitatges en un 23,3% hi vivien nens de menys de 18 anys, en un 50,8% hi vivien parelles casades, en un 8,6% dones solteres, i en un 36,9% no eren unitats familiars. En el 34,3% dels habitatges hi vivien persones soles el 15,7% de les quals corresponia a persones de 65 anys o més que vivien soles. El nombre mitjà de persones vivint en cada habitatge era de 2,23 i el nombre mitjà de persones que vivien en cada família era de 2,8.
Per edats la població es repartia de la següent manera: un 16,1% tenia menys de 18 anys, un 4,8% entre 18 i 24, un 19,5% entre 25 i 44, un 19,8% de 45 a 60 i un 39,8% 65 anys o més.
L'edat mediana era de 55 anys. Per cada 100 dones de 18 o més anys hi havia 66,8 homes.
La renda mediana per habitatge era de 43.750 $ i la renda mediana per família de 45.365 $. Els homes tenien una renda mediana de 47.109 $ mentre que les dones 22.031 $. La renda per capita de la població era de 17.321 $. Entorn del 2,6% de les famílies i el 7,5% de la població estaven per davall del llindar de pobresa.